# Modeste Mignon
Modeste Mignon (Modesta Mignon na edição brasileira organizada por Paulo Rónai) é um romance de Honoré de Balzac escrito em 1844. Faz parte das Cenas da vida privada da Comédia Humana.
A primeira parte da obra é publicada inicialmente no Journal des débats em abril de 1844, depois em maio e julho de 1844, com modificações destinadas a não chocar o público do jornal. Em seguida, a obra revisada e amplamente desenvolvida é editada por Chlenowski, dividida em duas partes sob dois títulos diferentes: Modeste Mignon a primeira e Les Trois amoureux (Os três apaixonados) a segunda. Em 1846, é publicada no tomo IV das Cenas da vida privada da edição Furne.
Questiona-se bastante este romance que (injustamente) não é considerado uma obra essencial de Balzac. André Gide, contudo, o considerava uma das suas melhores. Há, de fato, muita delicadeza neste estudo da jovem apaixonada e romântica em que o autor adota um estilo muito particular. O romance progride com numerosos capítulos (74), curtos, com frequência epistolares, em que a heroína troca cartas com um poeta que ela admira. 
É voltando de São Petersburgo, onde ele havia passado o verão de 1843 junto à condessa Hańska, que Balzac escreve Modesta Mignon. A influência dessa temporada é determinante. Várias associações podem ser feitas entre o círculo da "bem amada", sua família, sua personalidade e os personagens que povoam o romance.
A condessa havia, ela mesma, escrito um primeiro esboço da história que Balzac então enriqueceu com personagens observados ali. Modesta personificaria Ewelina Hańska mais jovem, Wenceslas Rewuski, primo do pai de Madame Hanska, ofereceria semelhanças com Charles (Carlos) Mignon, o pai de Modesta. Em todo caso, a dedicatória, bastante ardente, não deixa dúvidas sobre a fonte de inspiração do autor: À une Polonaise: fille d’une terre esclave, ange par l’amour, démon par la fantaisie, enfant par la foi, vieillard par l’expérience, homme par le cerveau, femme par le cœur, géant par l’espérance, mère par la douleur et poète par tes rêves [...] (A uma polonesa: filha de uma terra escrava, anjo pelo amor, demônio pela fantasia, criança pela fé, velha pela experiência, homem pelo cérebro, mulher pelo coração, gigante pela esperança, mãe pela dor e poeta pelos teus sonhos [...]).
A originalidade desta obra está também em seu ambiente geográfico. Desde muito tempo, Balzac, que queria cobrir todas as facetas do mundo real, procurava compor o quadro de uma cidade que fosse um porto marítimo. Para Modesta Mignon, ele escolheu Le Havre.
Modesta Mignon é a história de uma espécie de "amor virtual" pré-Internet, um amor desencadeado por uma troca de correspondências. E assim como na era da Internet as pessoas se escondem por trás de disfarces, aqui Modesta pensa estar se correspondendo com um famoso poeta quando na verdade se trata de seu secretário.
Escreve Paulo Rónai no Prefácio ao romance que "os leitores [...] encontrarão [...] um desses esplêndidos quadros de interior de província que eram uma especialidade de Balzac. Neste cenário desenvolve-se uma ação simples só na aparência, pois realmente é de uma complexidade prodigiosa: pelo menos seis personagens [...] têm cada uma o seu próprio drama."

## Enredo
O pai de Modesta, Carlos Mignon de La Bastie, fez uma fortuna muito rápido, e a falência que o atinge em seguida ("a ruína se abatera, com suas asas de abutre, sobre aquela felicidade inaudita, tal como o frio sobre o grande Exército em 1812") o impele a partir por quatro anos às Índias para se lançar em novos negócios. Durante sua ausência, Modesta e sua mãe permanecem sob a vigilância cuidadosa de amigos de confiança. Mas a jovem escreve a um poeta parisiense, Melchior de Canalis, que ela admira e deseja encontrar. "Modesta quis ser a companheira de um poeta, de um artista, enfim, de um homem superior à massa dos homens." Contudo, é seu secretário, Ernest (Ernesto) de La Brière, quem responde às cartas, jovem culto e delicado que se apaixona imediatamente por ela. Somente quando Carlos Mignon volta das Índias com sua fortuna recuperada Canalis começa a se interessar por essa jovem que até então ele olhava apenas com condescendência. Ernesto, o apaixonado, se desespera, ainda mais porque um novo pretendente se apresenta a Modesta: o duque de Hérouville. A nova fortuna de Mignon lhe permite oferecer várias festas e recepções durante as quais Canalis e Hérouville rivalizam em desenvoltura a ponto de surpreender Modesta. Mas a jovem descobrirá os tesouros da sinceridade de Ernesto, e será ele enfim o escolhido.